# Associazione Sportiva Roma 2019-2020 (femminile)
Questa voce raccoglie le informazioni riguardanti la squadra femminile dell'Associazione Sportiva Roma nelle competizioni ufficiali della stagione 2019-2020.

## Stagione
Quella del 2019-2020 è la seconda stagione in Serie A femminile della Roma.
A seguito dello svilupparsi della pandemia di COVID-19 che ha colpito l'Italia dal mese di febbraio, il 10 marzo 2020, quando erano state giocate sedici giornate di campionato, venne comunicata dalla FIGC una prima sospensione di tutte le attività agonistiche fino al 3 aprile successivo, conseguentemente a quanto disposto dal Governo per decreto ministeriale. Seguirono una serie di proroghe della sospensione delle attività agonistiche, finché l'8 giugno 2020 venne comunicata la sospensione definitiva del campionato di Serie A. La classifica finale è stata definitiva sulla base della classifica al momento della sospensione definitiva del campionato, alla quale sono stati applicati dei criteri correttivi: la Roma ha così concluso il campionato di Serie A al quarto posto con 46,750 punti finali.

## Divise e sponsor
Lo sponsor tecnico è Nike, il back sponsor Hyundai e lo sleeve sponsor Linkem. La divisa primaria della Roma è costituita da maglia rossa con dettagli a forma di fulmine in giallo, calzoncini bianchi (in alternativa rossi) e calzettoni rossi con dettagli in giallo, mentre la away presenta maglia bianca decorata con un fulmine giallorosso obliquo, calzoncini rossi (in alternativa bianchi) e calzettoni bianchi con decorazioni giallorosse. La terza divisa è blu decorata di giallorosso e presenta un pattern decorativo formato da Lupetti e dall'acronimo ASR. La prima divisa del portiere è completamente nera con inserti grigi, la seconda gialla con dettagli arancio, la terza verde con dettagli verde scuro, la quarta verde con decorazioni verdi e viola, la quinta arancione con dettagli gialli e neri.
| Casa | Casa (alternativa) | Trasferta | Trasferta (alternativa) | Terza divisa | 1ª portiere | 2ª portiere | 3ª portiere | 4ª portiere | 5ª portiere |

## Organigramma societario
Di seguito l'organigramma societario.
Area direttiva
- Presidente: James Pallotta
- Vicepresidente esecutivo: Mauro Baldissoni
- Chief Executive Officer: Guido Fienga
- Consiglieri: Charlotte Beers, Gianluca Cambareri, Richard D'Amore, John Galantic, Paul Edgerley, Stanley Gold, Mia Hamm, Cristina Mazzamuro, Benedetta Navarra, Cam Neely, Barry Sternlicht, Alba Tull
- Dirigente della prima squadra femminile: Sebino Nela
- Presidente del collegio sindacale: Claudia Cattani
- Sindaci effettivi del collegio sindacale: Massimo Gambini, Pietro Mastrapasqua
- Sindaci supplenti del collegio sindacale: Riccardo Gabrielli, Manuela Patrizi
- Società di revisione: BDO SpA

Area tecnica
- Allenatore: Elisabetta Bavagnoli
- Vice allenatore: Leonardo Montesano
- Collaboratore: Riccardo Ciocchetti
- Mauro Patrizi: Preparatore portieri
- Medico sociale: Paola Sbriccoli
- Fisioterapista: Andrea Mangino
- Magazziniere: Stefano Corti
- Team manager: Ilaria Inchingolo
- Segretario: Andrea Rubiolo
- Direttore organizzativo: Carlo Stigliano

## Rosa
Rosa, ruoli e numeri di maglia come da sito ufficiale.
| N. |                     | Ruolo | Calciatrice              |
| -- | ------------------- | ----- | ------------------------ |
| 1  | Italia (bandiera)   | P     | Valentina Casaroli       |
| 2  | Svezia (bandiera)   | D     | Petronella Ekroth        |
| 4  | Italia (bandiera)   | D     | Angelica Soffia          |
| 5  | Svizzera (bandiera) | C     | Vanessa Bernauer         |
| 6  | Italia (bandiera)   | D     | Federica Di Criscio      |
| 7  | Brasile (bandiera)  | A     | Andressa Alves           |
| 8  | Norvegia (bandiera) | C     | Andrine Hegerberg        |
| 9  | Italia (bandiera)   | A     | Maria Zecca              |
| 10 | Italia (bandiera)   | C     | Manuela Giugliano        |
| 11 | Slovenia (bandiera) | C     | Kaja Eržen               |
| 12 | Romania (bandiera)  | P     | Camelia Ceasar           |
| 13 | Italia (bandiera)   | D     | Elisa Bartoli (capitano) |
| 14 | Italia (bandiera)   | D     | Eleonora Cunsolo         |

| N. |                      | Ruolo | Calciatrice                      |
| -- | -------------------- | ----- | -------------------------------- |
| 15 | Italia (bandiera)    | A     | Annamaria Serturini              |
| 16 | Italia (bandiera)    | D     | Claudia Ciccotti                 |
| 17 | Danimarca (bandiera) | D     | Amalie Thestrup                  |
| 19 | Francia (bandiera)   | A     | Lindsey Thomas                   |
| 20 | Italia (bandiera)    | C     | Giada Greggi                     |
| 21 | Italia (bandiera)    | P     | Rosalia Pipitone (vice capitano) |
| 22 | Italia (bandiera)    | A     | Agnese Bonfantini                |
| 23 | Italia (bandiera)    | C     | Manuela Coluccini                |
| 24 | Italia (bandiera)    | D     | Heden Corrado                    |
| 25 | Giamaica (bandiera)  | D     | Allyson Swaby                    |
| 30 | Italia (bandiera)    | C     | Emma Severini                    |
| 34 | Italia (bandiera)    | C     | Alice Corelli                    |
| 44 | Italia (bandiera)    | D     | Tecla Pettenuzzo                 |

## Calciomercato
Di seguito il calciomercato.

### Sessione estiva(dal 1º luglio al 2 settembre)
| Acquisti | Acquisti          | Acquisti            | Acquisti   |
| R.       | Nome              | da                  | Modalità   |
| -------- | ----------------- | ------------------- | ---------- |
| P        | Camelia Ceasar    | Milan               | definitivo |
| D        | Tecla Pettenuzzo  | Padova              | definitivo |
| C        | Kaja Eržen        | Tavagnacco          | definitivo |
| C        | Manuela Giugliano | Milan               | definitivo |
| C        | Andrine Hegerberg | Paris Saint-Germain | definitivo |
| A        | Andressa Alves    | Barcellona          | definitivo |
| A        | Amalie Thestrup   | BSF                 | definitivo |
| A        | Lindsey Thomas    | Digione             | definitivo |

| Cessioni | Cessioni           | Cessioni       | Cessioni   |
| R.       | Nome               | a              | Modalità   |
| -------- | ------------------ | -------------- | ---------- |
| D        | Jenny Bitzer       |                | svincolata |
| D        | Camilla Labate     | Sassuolo       | svincolata |
| D        | Emma Lipman        | Florentia S.G. | svincolata |
| C        | Flaminia Simonetti | Empoli         | prestito   |
| A        | Trudi Carter       |                | svincolata |
| A        | Martina Piemonte   | Betis          | definitivo |
| A        | Luisa Pugnali      | Sassuolo       | svincolata |

### Sessione invernale
| Acquisti | Acquisti          | Acquisti   | Acquisti   |
| R.       | Nome              | da         | Modalità   |
| -------- | ----------------- | ---------- | ---------- |
| D        | Petronella Ekroth | Djurgården | definitivo |

| Cessioni | Cessioni | Cessioni | Cessioni |
| R.       | Nome     | a        | Modalità |
| -------- | -------- | -------- | -------- |
|          |          |          |          |

## Risultati

### Serie A

#### Girone di andata
| Arbitro: | Grasso (Ariano Irpino) |

|  |           |                                  |
|  | Marcatori | 69’ Heroum 83’ Čonč 88’ Giacinti |

| Arbitro: | Madonia (Palermo) |

|  |           |                             |
|  | Marcatori | 43’ Serturini 74’ Hegerberg |

| Arbitro: | Pistanello (Fermo) |

|                                                     |           |  |
| Bernauer 2’ Thomas 11’ Bonfantini 55’ Serturini 82’ | Marcatori |  |

| Arbitro: | Sfira (Pordenone) |

|  |           |                                                      |
|  | Marcatori | 3’ Bartoli 11’ Giugliano 29’ Bonfantini 86’ Thestrup |

| Arbitro: | Andreano (Prato) |

|                        |           |                   |
| Eržen 20’ Bernauer 54’ | Marcatori | 70’ (aut.) Ceasar |

| Arbitro: | Bracaccini (Macerata) |

|                          |           |            |
| Martinovic 11’ Kelly 47’ | Marcatori | 62’ Thomas |

| Arbitro: | Lovison (Padova) |

|  |           |                                                      |
|  | Marcatori | 30’ Maria Alves 64’ Girelli 86’ Rosucci 90+2’ Caruso |

| Arbitro: | Vergaro (Bari) |

|                                       |           |  |
| Andressa Alves 10’ (rig.) Bartoli 14’ | Marcatori |  |

| Arbitro: | Ferrieri Caputi (Livorno) |

|             |           |                                                    |
| Tarenzi 28’ | Marcatori | 23’ (rig.), 75’ Andressa 54’ Thomas 90+1’ Thestrup |

| Arbitro: | Crescenti (Trapani) |

|                                                               |           |  |
| Hegerberg 8’, 29’ Serturini 50’, 80’ Coluccini 61’ Thomas 84’ | Marcatori |  |

| Arbitro: | Borriello (Arezzo) |

|  |           |                                        |
|  | Marcatori | 5’ Bonfantini 10’ Giugliano 72’ Thomas |

#### Girone di ritorno
| Arbitro: | Turrini (Firenze) |

|                                  |           |                 |
| Þorvaldsdóttir 70’, 89’ Jane 78’ | Marcatori | 20’, 49’ Thomas |

| Arbitro: | Barbiero (Campobasso) |

|                                    |           |                           |
| Thestrup 34’ Andressa 90+1’ (rig.) | Marcatori | 17’ De Vanna 78’ Breitner |

| Arbitro: | De Angeli (Milano) |

|              |           |                   |
| Varriale 66’ | Marcatori | 45+1’, 86’ Thomas |

| Arbitro: | Mirabella (Napoli) |

|                                                                          |           |  |
| Bartoli 18’ Bonfantini 20’, 30’, 47’ Hegerberg 27’ Andressa 45+1’ (rig.) | Marcatori |  |

| Arbitro: | Rinaldi (Bassano del Grappa) |

|  |           |               |
|  | Marcatori | 4’ Bonfantini |

| Roma 21 marzo 2020, ore 14:30 CET 17ª giornata | Roma | – Annullata | Florentia S.G. | Stadio Tre Fontane |

| Vinovo 28 marzo 2020, ore 14:30 CET 18ª giornata | Juventus | – Annullata | Roma | Juventus Training Center |

| Tavagnacco 18 aprile 2020, ore 15:00 CEST 19ª giornata | Tavagnacco | – Annullata | Roma | Stadio comunale |

| Roma 25 aprile 2020, ore 15:00 CEST 20ª giornata | Roma | – Annullata | Inter | Stadio Tre Fontane |

| Cologno al Serio 9 maggio 2020, ore 15:00 CEST 21ª giornata | Orobica | – Annullata | Roma | Centro sportivo "Giacinto Facchetti" |

| Roma 16 maggio 2020, ore 15:00 CEST 22ª giornata | Roma | – Annullata | Pink Sport Time | Stadio Tre Fontane |

### Coppa Italia

#### Fase finale
| Arbitro: | Gandolfo (Torino) |

|  |           |                              |
|  | Marcatori | 101’ Andressa 118’ Hegerberg |

| Arbitro: | Molinaro (Lamezia Terme) |

|               |           |                                                                                 |
| Petkova 90+1’ | Marcatori | 8’ Soffia 36’ Swaby 51’ (rig.) Andressa 53’ Bartoli 58’ Bonfantini 89’ Thestrup |

| Arbitro: | Gasperotti (Rovereto) |

|                                                      |           |  |
| Serturini 49’ Thestrup 55’ Ciccotti 62’ Bernauer 90’ | Marcatori |  |

## Statistiche

### Statistiche di squadra
| Competizione | Punti       | In casa | In casa | In casa | In casa | In casa | In casa | In trasferta | In trasferta | In trasferta | In trasferta | In trasferta | In trasferta | Totale | Totale | Totale | Totale | Totale | Totale | DR  |
| Competizione | Punti       | G       | V       | N       | P       | Gf      | Gs      | G            | V            | N            | P            | Gf           | Gs           | G      | V      | N      | P      | Gf     | Gs     | DR  |
| ------------ | ----------- | ------- | ------- | ------- | ------- | ------- | ------- | ------------ | ------------ | ------------ | ------------ | ------------ | ------------ | ------ | ------ | ------ | ------ | ------ | ------ | --- |
| Serie A      | 34 (46,750) | 8       | 5       | 1       | 2       | 22      | 10      | 8            | 6            | 0            | 2            | 19           | 7            | 16     | 11     | 1      | 4      | 41     | 17     | +24 |
| Coppa Italia | -           | 1       | 1       | 0       | 0       | 4       | 0       | 2            | 2            | 0            | 0            | 8            | 1            | 3      | 3      | 0      | 0      | 12     | 1      | +11 |
| Totale       | -           | 9       | 6       | 1       | 2       | 26      | 10      | 10           | 8            | 0            | 2            | 27           | 8            | 19     | 14     | 1      | 4      | 53     | 18     | +35 |

### Andamento in campionato
| Giornata  | 1  | 2 | 3 | 4 | 5 | 6 | 7 | 8 | 9 | 10 | 11 | 12 | 13 | 14 | 15 | 16 | 17 | 18 | 19 | 20 | 21 | 22 |
| --------- | -- | - | - | - | - | - | - | - | - | -- | -- | -- | -- | -- | -- | -- | -- | -- | -- | -- | -- | -- |
| Luogo     | C  | T | C | T | C | T | C | C | T | C  | T  | T  | C  | T  | C  | T  | C  | T  | T  | C  | T  | C  |
| Risultato | P  | V | V | V | V | P | P | V | V | V  | V  | P  | N  | V  | V  | V  | -  | -  | -  | -  | -  | -  |
| Posizione | 10 | 5 | 3 | 3 | 3 | 4 | 4 | 4 | 3 | 3  | 3  | 4  | 4  | 4  | 4  | 4  | -  | -  | -  | -  | -  | -  |

Legenda:

Luogo: C = Casa; T = Trasferta. Risultato: V = Vittoria; N = Pareggio; P = Sconfitta.

### Statistiche dei giocatori
Tra parentesi le autoreti.
| Giocatore     | Serie A  | Serie A | Serie A     | Serie A    | Coppa Italia | Coppa Italia | Coppa Italia | Coppa Italia | Totale   | Totale | Totale      | Totale     |
| Giocatore     | Presenze | Reti    | Ammonizioni | Espulsioni | Presenze     | Reti         | Ammonizioni  | Espulsioni   | Presenze | Reti   | Ammonizioni | Espulsioni |
| ------------- | -------- | ------- | ----------- | ---------- | ------------ | ------------ | ------------ | ------------ | -------- | ------ | ----------- | ---------- |
| A. Andressa   | 12       | 5       | 0           | 0          | 2            | 2            | 0            | 0            | 14       | 7      | 0           | 0          |
| E. Bartoli    | 13       | 3       | 3           | 0          | 1            | 1            | 0            | 0            | 14       | 4      | 3           | 0          |
| V. Bernauer   | 12       | 2       | 0           | 0          | 2            | 1            | 0            | 0            | 14       | 3      | 0           | 0          |
| A. Bonfantini | 15       | 7       | 2           | 0          | 3            | 1            | 0            | 0            | 18       | 8      | 2           | 0          |
| V. Casaroli   | 0        | 0       | 0           | 0          | 0            | 0            | 0            | 0            | 0        | 0      | 0           | 0          |
| C. Ceasar     | 13       | -13     | 0           | 0          | 1            | 0            | 0            | 0            | 14       | -13    | 0           | 0          |
| C. Ciccotti   | 6        | 0       | 0           | 0          | 2            | 1            | 0            | 0            | 8        | 1      | 0           | 0          |
| M. Coluccini  | 1        | 1       | 1           | 0          | 2            | 0            | 1            | 0            | 3        | 1      | 2           | 0          |
| A. Corelli    | -        | -       | -           | -          | -            | -            | -            | -            | -        | -      | -           | -          |
| H. Corrado    | 0        | 0       | 0           | 0          | 1            | 0            | 0            | 0            | 1        | 0      | 0           | 0          |
| E. Cunsolo    | 2        | 0       | 0           | 0          | 2            | 0            | 1            | 0            | 4        | 0      | 1           | 0          |
| F. Di Criscio | 7        | 0       | 1           | 0          | -            | -            | -            | -            | 7        | 0      | 1           | 0          |
| P. Ekroth     | 4        | 0       | 0           | 0          | 1            | 0            | 0            | 0            | 5        | 0      | 0           | 0          |
| K. Eržen      | 13       | 1       | 3           | 0          | 1            | 0            | 0            | 0            | 14       | 1      | 3           | 0          |
| M. Giugliano  | 12       | 2       | 1           | 0          | 1            | 0            | 0            | 0            | 13       | 2      | 1           | 0          |
| G. Greggi     | 13       | 0       | 1           | 0          | 3            | 0            | 0            | 0            | 16       | 0      | 1           | 0          |
| A. Hegerberg  | 16       | 4       | 1           | 0          | 2            | 1            | 0            | 0            | 18       | 5      | 1           | 0          |
| T. Pettenuzzo | 13       | 0       | 2           | 0          | 3            | 0            | 0            | 0            | 16       | 0      | 2           | 0          |
| R. Pipitone   | 3        | -3      | 0           | 0          | 2            | -1           | 0            | 0            | 5        | -4     | 0           | 0          |
| A. Serturini  | 16       | 4       | 1           | 0          | 2            | 1            | 0            | 0            | 18       | 5      | 1           | 0          |
| E. Severini   | 1        | 0       | 0           | 0          | 0            | 0            | 0            | 0            | 1        | 0      | 0           | 0          |
| A. Soffia     | 9        | 0       | 1           | 0          | 2            | 1            | 0            | 0            | 11       | 1      | 1           | 0          |
| A. Swaby      | 13       | 0       | 0           | 0          | 3            | 1            | 0            | 0            | 16       | 1      | 0           | 0          |
| A. Thestrup   | 12       | 3       | 1           | 0          | 3            | 2            | 0            | 0            | 15       | 5      | 1           | 0          |
| L. Thomas     | 16       | 9       | 1           | 0          | 3            | 0            | 0            | 0            | 19       | 9      | 1           | 0          |
| M. Zecca      | 2        | 0       | 0           | 0          | 0            | 0            | 0            | 0            | 2        | 0      | 0           | 0          |

## Giovanili

### Piazzamenti
- Primavera:
  - Campionato: da disputare
- Under-15:
  - Campionato: da disputare